# Mariscal los Jiménez
Mariscal los Jiménez är en ort i Mexiko.   Den ligger i kommunen Tumbalá och delstaten Chiapas, i den sydöstra delen av landet, 800 km öster om huvudstaden Mexico City. Mariscal los Jiménez ligger 1 317 meter över havet och antalet invånare är 115.
Terrängen runt Mariscal los Jiménez är bergig österut, men västerut är den kuperad. Runt Mariscal los Jiménez är det ganska tätbefolkat, med 65 invånare per kvadratkilometer. Närmaste större samhälle är Yajalón, 16,2 km söder om Mariscal los Jiménez. I omgivningarna runt Mariscal los Jiménez växer i huvudsak städsegrön lövskog.